# Athyreus capricornis
Athyreus capricornis är en skalbaggsart som beskrevs av Henry Fuller Howden och Martinez 1978. Athyreus capricornis ingår i släktet Athyreus och familjen Bolboceratidae. Inga underarter finns listade.